# Keut
Das (auch die) Keut (Koit) ist ein besonders hochwertiges Bier, das in den Niederlanden, im westlichen Westfalen und im Rheinland gebraut wurde. Überregional bekannt war vor allem das Keut aus Hamm in Westfalen. Als Keut wurde auch ein (etwa im Magdalenenhospital in Münster) gebrautes dünnes Hopfenbier bezeichnet.

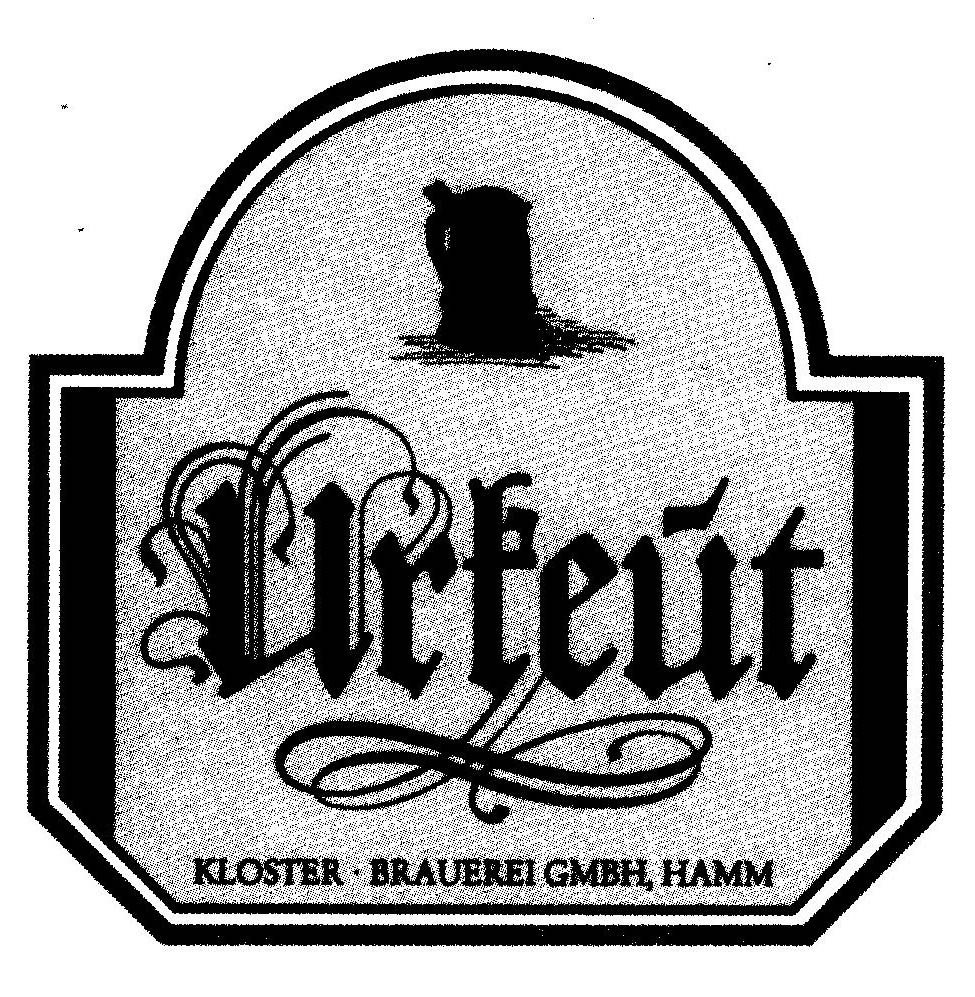
Logo „Urkeut“ der Klosterbrauerei Hamm.

## Zur Herkunft des Wortes Keut
Friedrich Johannes Wienstein wies nach, dass sich das lateinische „cocta“ (das Gekochte) zum französischen „cuite“ entwickelte, das wiederum in das Limburgische als „keut“, in das Mittelniederländische als „coyte“ einwanderte, aber auch „cuit“ geschrieben wurde. Im Friesischen wurde es als „Koyt“ heimisch. Der münsterische Humanist Johannes Murmellius setzte nach Wienstein in seiner Einteilung der Güteklassen der Biere die höchste Stufe (= cerevisia Batavica) mit dem Keut gleich. Somit sind Ableitungen des Wortes Keut aus dem lateinischen „conventus“, das im Mittelniederdeutschen zu „Konvent“ wurde und einerseits Klosterbewohner, andererseits aber auch das in den Klöstern gebraute Dünnbier bezeichnete, nicht zutreffend.

## Beschaffenheit
Es handelte sich bei dem Keut um ein Bier, das (abgesehen in Eigenbrauerei hergestelltem Keut) mit Weizenanteilen und anfangs ohne Zusatz von Hopfen gebraut wurde. Keut hatte den Charakter eines Weißbieres und wurde bereits in einer Urkunde aus dem Jahr 1444 erwähnt.

## Geschichte
Die Hammer Brautradition reicht bis ins Mittelalter zurück. In zahlreichen Bürgerhäusern war es üblich, selbst Brot zu backen und dann Teile davon in Wasser aufzuweichen und zu Bier zu vergären. 1444 verlieh Graf Gerhard von der Mark zu Hamm den Brauern und Bäckern im Amt Hamm das Gewerbemonopol für Bier und Brot. Die Bäcker wurden deshalb mit dem Privileg des Bierbrauens bedacht, weil sie das für den Braubetrieb notwendige Getreide verarbeiteten und deshalb in zunehmendem Maße das zunächst auf jedem Hausgrundstück ruhende Braurecht („Braugerechtsame“) ausübten. Die Verleihung dieses Privilegs hatte zur Folge, dass in den ländlichen Gebieten das gewerbemäßige Backen und Brauen verboten war und nur in der Stadt selbst Brot und Bier verkauft werden durfte. 1517 beschwerte sich deshalb die Stadt Unna darüber, dass ihr Bier nach gut 300-jährigem Handel mit der gesamten Grafschaft Mark im Amt Hamm nicht mehr abgesetzt werden durfte.
Bier gehörte zudem zu den wichtigsten Exportgütern der Stadt Hamm. Ebenso war die Stadt ein bedeutender Lieferant für Bier in die nähere und weitere Umgebung. Die Hammer Keutbrauer verhandelten im Mittelalter und in der frühen Neuzeit ihr Bier weit über die Stadtgrenzen hinaus. Ab dem 17. Jahrhundert wurde der Hammer Keut auf den Handelsstraßen auf weite Entfernung verschickt.
Der lebhafte Export ausländischen Bieres war der Regierung in Münster bald ein Dorn im Auge. Auf Betreiben des Freiherrn Jobst von der Recke auf Schloss Heessen wurde den Hammer Brauern und Bürgern im Jahre 1615 verboten, auch weiterhin Bier in das Münsterland einzuführen. Der Rat der Stadt Hamm wandte sich in einem energischen Schriftsatz gegen dieses Verbot. Drei Jahre nach Ausbruch des Bierstreits begann der Dreißigjährige Krieg. Der Bierstreit überdauerte die kriegerischen Auseinandersetzungen und wurde erst mehr als vierzig Jahre nach dessen Ende 1648 beigelegt: 1689 wurde das Verbot wieder aufgehoben.
Keut wurde aber nicht nur ins Münsterland geliefert. Sogar Kurfürst Friedrich Wilhelm von Preußen gehörte 1649 zu den Konsumenten. Der Große Kurfürst war im Jahre 1648 zur Vorbereitung des Westfälischen Friedens von Münster, der den Dreißigjährigen Krieg beendete, mehrfach in Hamm zu Gast. Dabei lernte er das Hammer Bier nicht nur kennen, sondern auch schätzen. Am 22. Februar 1649 bestellte er beim Rentmeister Ludovici acht Fässer des Hammer Keut:.

„Unseren Gruss zuvor, liber Getreuer. Nachdem wir gerade für unseren Mund etliche Thonnen guten Hamm’schen Keut haben wolten, Als befehlen Wir Dir himit gnädigst, dass Du alsofot nach empfahung dieses 8 Thonnen vom besten KEut an hero bringen lassen solltest, allermassen Du einen Pass hiebei zu empfangen hast und wird unser Obrister Hake Dir genugsame Convoy gleicher Gestalt abfolgen lassen. Volnbringest daran unsern gnedigsten Willen und hast uns zu Gnade geneigt. Geben Kleve, den 22. Februar Anno 1649.“

In späteren Jahrhunderten legten die Landwirte Hopfengärten an. 1696 lässt sich im Landkreis Hamm eine Hopfenerzeugung von 300 Scheffeln nachweisen. Neben dem gehopften Bier blieb allerdings auch das Altbier sehr beliebt. Man schätzte es wegen seiner feinen Säure und es galt als sehr gesund.
Wilhelm Neuhaus, Professor für Philosophie, Eloquenz und Geschichte am Gymnasium illustre, lobte 1707 in einem Scherzgedicht das außergewöhnlich schmackhafte und bekömmliche Getränk:

„Sowohl an Süßigkeit wie in Nährkraft gibt es nichts Vorzüglicheres als den Keut, Ganymed hätte ihn ruhig dem Jupiter kredenzen können, er ist auch nicht die letzte Lebenskraft und Zierde der Stadt Hamm. Diese ist nicht so sehr durch den Turm von St. Georg, der zum Himmel ragt und seinesgleichen kaum hat, nicht so sehr durch ihre angenehme und gesunde Luft, die wunderbare Fruchtbarkeit ihrer Äcker und Weiden, ihren Reichtum an jagdbaren Tieren und Fischen und andere Dinge weit und breit berühmt geworden, als durch die Vorzüglichkeit ihres Keut. Den Einheimischen ist der Keut über alle Maßen lieb und wert. In Hamm glaubt man, daß der, der Keut hat und trotzdem Wein haben will, nicht ganz richtig ist. Nicht weniger geschätzt ist der Keut bei den Auswärtigen.“

Bei Schützenfesten und „Picheltagen“ wurde der Keut im „Birkenmeier“ gereicht, einem aus Birkenholz geschnitzten und mit Borke bekleideten Gefäß. Strafen und Reuegelder wurden bei den Schützengilden in Bier beglichen.
Zeitweilig waren in Hamm über 60 gewerbliche Brauereien kleineren Umfangs tätig. Hinzu kam noch eine große Anzahl sogenannter Hausbrauereien, die das Bier nur für den eigenen Bedarf herstellten. Auch die Bäckereien waren früher oft mit dem Bierbrauen befasst. Brauen, Schnapsbrennerei und Backen lagen damals meist noch in einer Hand. Erst später entstanden daraus selbstständige Gewerbezweige. Unter den Familien, die damals in Hamm als Brauer, Brenner und Becker tätig waren, findet man die Namen Isenbeck, Pröpsting und Asbeck. Sie gehörten zu den wenigen, denen es später gelang, aus kleinen handwerklichen Anfängen die modernen Betriebe Isenbeck-Brauerei, Kloster-Brauerei und Kornbranntweinbrennerei und Hefefabrik August Asbeck zu entwickeln.
Nach dem Niedergang des Hammer Braugewerbes setzten nur noch die Isenbeck-Brauerei, die Kloster-Brauerei Pröpsting und die Kornbranntweinbrennerei und Hefefabrik August Asbeck bis in das 20. Jahrhundert diese Brautradition in Hamm fort. Inzwischen sind aber auch diese Unternehmen verschwunden.

## Der Hammer Keut als Notgeldmotiv

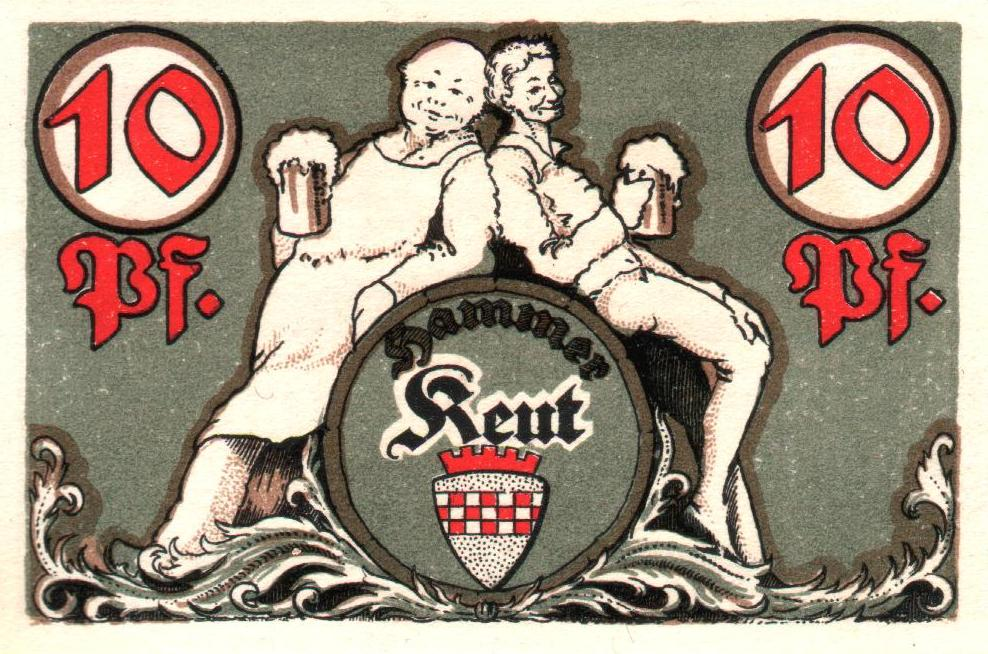
10 Pf (Notgeld 1921: Vorderseite)

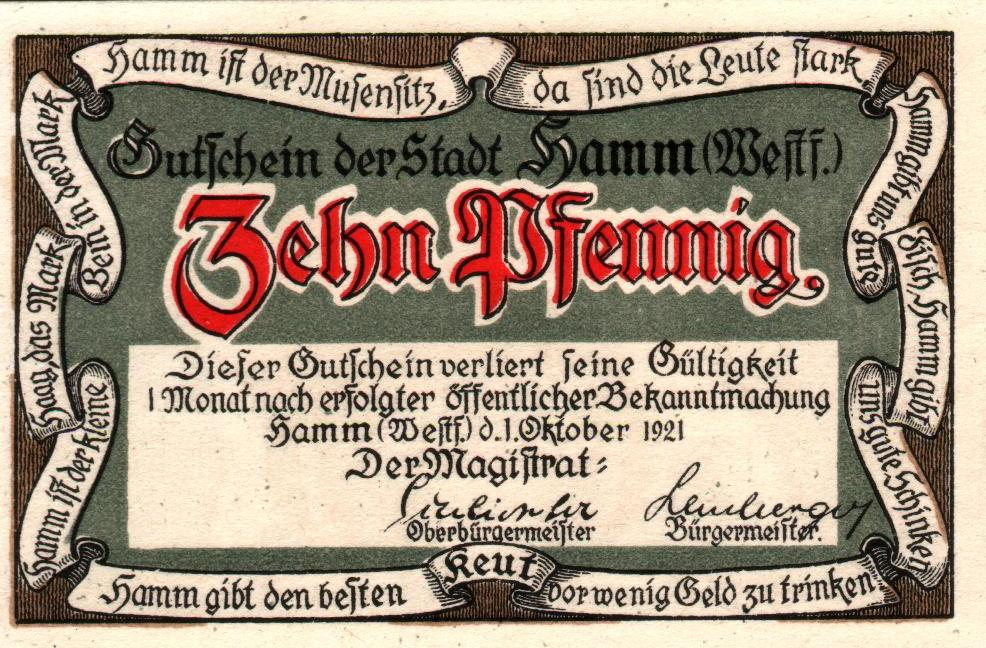
10 Pf (Notgeld 1921: Rückseite)

Während auf der Vorderseite des 10-Pfennig-Notgeldscheins vom 1. Oktober 1921 zwei fröhliche Zecher abgebildet sind, findet sich auf der Rückseite des vom Oberbürgermeister Josef Schlichter unterschriebenen Scheines das bekannte, von Johann Kayser verfasste Lobgedicht auf Hamm.

## Der Hammer Keut in der Literatur
- Pastor Johann Kayser (1683 oder 1698), Rektor der Lateinschule in Lippstadt, seit 1683 Pfarrer und Hofprediger in Kleve, der durch seine drastischen Schilderungen westfälischer Sitten und Unsitten bekannt wurde, spendete Hamm ein Lob

„Hamm ist der kleine Haag, das Markbein in der Mark,
Hamm ist der Musensitz, da sind die Leute stark.
Hamm gibt uns guten Fisch, Hamm gibt uns gute Schinken,
Hamm gibt vor wenig Geld den besten Keut zu trinken.“

- Professor Wilhelm Neuhaus (1725), Nachdichtung in lateinischen Hexametern:

„Hammona est Comitum minor Haga, medullaque Marcae,
Gaudet Athaeneo, pollent ibi robore cives,
Eximios praebet pisces pernasque suillas,
Illic & parvo bibitur sapidissima Keuta.“

- Professor Wilhelm Neuhaus (1707):

„Dass die Hammer Bürger über eine kräftige körperliche Verfassung und geistige Frische verfügen, davon legt der Augenschein selbst ein beredtes Zeugnis ab. Außer dem guten Klima schreiben wir das der wohltuenden Wirkung des „Keut“ zu; denn er zieht aus dem Wasser der Lippe, nicht aus jeglichem Lippewasser, sondern aus dem des Hammer Flussbettes, auf Grund einer verborgenen Wohltat der Natur seine besondere Güte und Kraft, die man anderswo umsonst sucht.“

- Professor Wilhelm Neuhaus (1725):

„Tag und Nacht Six-Cinque spielen
Samt Carnüffel und Triumph;
Oder wie die Sau im Sumpff
Aller Eitelkeiten wühlen,
Sage ich ihm als Prophete,
Machet Schlümpel und La-bête.
Allezeit die Fiedel streichen
Bey der nassen Bruderschaft,
Wo der Keut und Rebensafft
Wirket krumme Wunderzeichen;
Oder immer Türe-lüren
Kann der Jugend nicht gebühren!“